# Steinbach (Steingraben)
Der Steinbach ist ein linker Zufluss der Mangfall  in Oberbayern.
Der Steinbach entsteht beim Kogel an den Nordhängen des Taubenberges bei Oberdarching in Oberbayern.
Er fließt in nordostwärtiger Richtung durch den Steingraben; kurz darauf mündet er von links in die Mangfall.